# Romain Guillemois
Romain Guillemois (Marmande, 28 maart 1991) is een Frans voormalig professioneel wielrenner. Hij beëindigde in 2017 zijn carrière bij Direct Énergie.

## Biografie
Na in 2012 en 2013 stage te hebben gelopen bij Team Europcar, werd Guillemois in 2014 prof bij die ploeg. In zijn eerste profjaar reed hij onder meer de Ronde van Lombardije, waarin hij op plek 86 eindigde.

## Baanwielrennen

### Palmares
| Jaar | FK      | EK | WK | Overig |
| ---- | ------- | -- | -- | ------ |
| 2012 | Scratch |    |    |        |

## Wegwielrennen

### Overwinningen
2009
2e etappe Luik-La Gleize (ploegentijdrit)
2013
2e etappe Boucles de la Mayenne

### Resultaten in voornaamste wedstrijden
| Jaar | Ronde van Italië | Ronde van Frankrijk | Ronde van Spanje |
| ---- | ---------------- | ------------------- | ---------------- |
| 2014 |                  |                     |                  |
| 2015 |                  |                     |                  |
| 2016 |                  |                     |                  |
| 2017 |                  |                     |                  |

| Jaar | Luik-Bast.‑Luik | Ronde van Lombardije | Waalse Pijl | Parijs-Tours |
| ---- | --------------- | -------------------- | ----------- | ------------ |
| 2014 |                 | 86e                  |             |              |
| 2015 |                 |                      | opgave      | 29e          |
| 2016 |                 |                      |             | 142e         |
| 2017 | 144e            |                      | 157e        | 98e          |

## Ploegen
- 2012 –  Team Europcar (stagiair vanaf 1-8)
- 2013 –  Team Europcar (stagiair vanaf 1-8)
- 2014 –  Team Europcar
- 2015 –  Team Europcar
- 2016 –  Direct Énergie
- 2017 –  Direct Énergie